# Isole Vstrečnye
Le isole Vstrečnye (in russo Острова Встречные, ostrova Vstrečnye, in italiano "isole contrarie") sono un gruppo di isole russe che fanno parte dell'arcipelago di Severnaja Zemlja e sono bagnate dal mare di Laptev.
Amministrativamente fanno parte del distretto di Tajmyr del Territorio di Krasnojarsk, nel Circondario federale della Siberia.

## Geografia
Le isole sono situate lungo la costa settentrionale dell'isola Bolscevica e separate da essa dallo stretto Nezametnyj (пролив Незаметный, proliv Nezametnyj) lungo circa 5,5 km. Si trovano nella parte nord-orientale del golfo di Achmatov (залив Ахматова, zaliv Achmatova), qualche centinaio di metri a sud dell'isola Lišnij, tra il capo di Davydov (мыс Давыдова, mys Davydova) a nord-est e capo Dal'nij (мыс Дальний, mys Dal'nij) a sud-ovest.
Si tratta di tre isole che distano circa 1,3-2 km dall'isola Bolscevica. La distanza tra le singole isole non supera i 500 m. Due di esse portano nomi che indicano semplicemente la loro posizione nel gruppo, la terza non ha nome:
- Severnyj, è l'isola settentrionale, allungata in direzione nord-sud.
- L'isola senza nome è la più piccola e si trova tra le altre due.
- Južnyj è invece l'isola meridionale, la più grande delle tre (più di 4 km di lunghezza) e quella su cui si trova il punto più elevato (23 m s.l.m.).

## Isole adiacenti
- Isola Lišnij (oстрова Лишний, ostrova Lišnij), a nord.
- Isola Nizkij (остров Низкий, ostrov Nizkij), a sud.
- Isola Ostryj (остров Острый, ostrov Ostryj), a sud.
- Isola Klin (остров Клин, ostrov Klin), a sud, oltre capo Dal'nij.